# Резниченко, Семён Саулович
Семён Саулович Резниченко (род. 12 июля 1937, Москва) — советский и российский учёный-горняк, специалист в области организации и управления горным производством. Доктор технических наук, профессор, лауреат Премии Правительства Российской Федерации в области науки и техники (2006). Заслуженный деятель науки Российской Федерации (2001).

## Биография
Окончив в 1959 году с отличием Московский горный институт (сегодня — Горный институт НИТУ «МИСиС») по специальности «Разработка месторождений полезных ископаемых», С. С. Резниченко в течение 7 лет работал на предприятиях рудной промышленности в системе Главмоспромстройматериалы в должностях инженера, начальника карьера и производственно-технического отдела, главного инженера Москворецкого и Московского карьероуправлений.
В 1966 году С. С. Резниченко по приглашению академика В. В. Ржевского перешел в очную аспирантуру Московского горного института (ныне является частью НИТУ «МИСиС») и в 1967 году защитил кандидатскую диссертацию по теме «Разработка методов проектирования транспортных схем и планирования грузопотоков на карьерах», одним из первых доказав эффективность применения современных экономико-математических методов для решения сложных задач горного производства. В 1977 году защитил докторскую диссертацию по теме «Основы теории оптимизации кондиций на руду при проектировании и эксплуатации карьеров».
С тех пор научная и педагогическая деятельность С. С. Резниченко неразрывно связана с МГИ (МГГУ). С 1967 года он работает на вновь созданной кафедре «Исследование операций» (с 1977 — кафедра «Организация и управление в горной промышленности»), где прошел путь от старшего преподавателя до заведующего кафедрой (с 1992).

## Научная и педагогическая деятельность
Основные научные работы С. С. Резниченко посвящены созданию систем оптимального планирования и управления горным производством, качеством добываемых полезных ископаемых при открытой разработке месторождений. Его теоретические исследования взаимосвязей уровней планирования горных работ и принимаемых решений по их развитию в увязке с работой обогатительных фабрик расширили представления о возможностях планирования и области оптимизации качественно-количественных показателей работы карьеров.
Новые и важные для теории и практики результаты были получены С. С. Резниченко в области кондиций на руду. Им впервые во второй половине 70-х годов было предложено помимо геологических (разведочных) определять проектные и эксплуатационные кондиции, разработаны научные основы и методы динамической оптимизации кондиций на полезные ископаемые при проектировании и эксплуатации карьеров. В настоящее время эксплуатационные кондиции отражены в нормативных материалах ГКЗ Минприродресурсов РФ.
В 80-90-х годах основные работы С. С. Резниченко были посвящены исследованию организации гибких технологий добычи и переработки руды, многокритериальной оценке сложных технолого-организационных проектных и плановых задач, оптимизации функционирования региональных комплексов добычи и переработки полезных ископаемых. Ученым была предложена концепция устойчивого функционирования природно-технологических комплексов добычи и потребления полезных ископаемых, разработаны мероприятия по совершенствованию управления горным производством и его адаптации к рыночной экономике.
С. С. Резниченко в течение многих лет вел прикладные исследования, связанные с разработкой проектов и оптимальных планов горных работ крупных горнодобывающих предприятий: Стойленского ГОКа, Алмалыкского ГМК, Каджаранского ММК, разреза «Нерюнгринский» и других.
На возглавляемой им кафедре впервые в системе высшего горного образования была организована подготовка кадров по направлению «Менеджмент», разработаны учебные планы и программы подготовки бакалавров, специалистов и магистров менеджмента для горнодобывающих отраслей промышленности.
Автор более 140 научных публикаций, в том числе 20 учебных пособий и монографий, подготовил 52 кандидата и 5 докторов наук. Среди его учеников — научные работники и производственники из России, Украины, Казахстана, Таджикистана, Узбекистана, Белоруссии, Болгарии, Германии, Монголии, Алжира, Анголы, Югославии.

## Признание
- Заслуженный деятель науки РФ (2001)[3];
- Лауреат премии Правительства РФ в области науки и техники (2006)[4][5].